# Itoplectis alternans
Itoplectis alternans ist eine Schlupfwespe aus der Unterfamilie der Pimplinae. Die Art wurde 1829 von dem Zoologen Carl Gravenhorst als  Pimpla alternans erstmals beschrieben. Das lateinische Artepitheton alternans bedeutet „alternierend“ oder „wechselnd“ und bezieht sich vermutlich auf die Färbung der Hintertibien und -tarsen.

## Merkmale
Die Schlupfwespen besitzen einen schwarzen Körper und sind zwischen 3,5 bis 10 mm lang. Für die Weibchen gilt: Die Palpen sind weißlich gelb gefärbt. Die Fühler weisen 22 Geißelglieder auf. Das erste Geißelglied ist verlängert. Die Tegulae sind gelb gefärbt. Alle Coxae sind schwarz. Die vorderen und mittleren Beine sind ansonsten weitgehend rotgelb gefärbt. Lediglich die Klauen sind verdunkelt. Die hinteren Trochanteren und Femora sind rotgelb gefärbt. Die Hintertibien weisen schwarze basale und apikale Enden auf. Basal folgt ein deutliches weißes Band gefolgt von einem schmalen schwarzen Band sowie einem breiteren roten Band. Die Hintertarsenglieder sind basal weiß und apikal schwarz. Die Klauen der Hinterbeine sind schwarz. Die Vorderflügel weisen ein dunkelbraunes Pterostigma auf. Das Areolet (kleine geschlossene Flügelzelle) ist annähernd viereckig. Ein Ramellus (Nervenast) ist nicht vorhanden. Die Fühler sind mit Ausnahme des Scapus rötlich gefärbt. Der kräftige, recht kurze Legebohrer ist gerade nach hinten gerichtet. 
Für die Männchen gilt bezüglich der Färbung abweichend von den Weibchen: Die vorderen und mittleren Beine sind einschließlich der Coxae gelb oder hell gelbrot gefärbt. Die Fühlerglieder sind auf der Oberseite schwarz, auf der Unterseite gelblich gefärbt. 

## Verbreitung
Itoplectis alternans kommt in der Paläarktis und Orientalis vor. In Europa ist die Art weit verbreitet. Das Vorkommen reicht im Osten nach Kleinasien und in den Kaukasus. Weiterhin gibt es Nachweise aus Japan und Korea.

## Lebensweise
Die Schlupfwespen werden gewöhnlich zwischen Ende April und Anfang November beobachtet. Itoplectis alternans tritt als solitärer Endoparasitoid in Vorpuppen und Puppen zahlreicher Schmetterlinge auf. Zu den Wirten gehören: Großer Kohlweißling, Kleiner Kohlweißling, Gammaeule, Kleiner Rauch-Sackträger, Röhren-Sackträger, Ringelspinner, Kohlschabe, Stachelbeerspanner sowie Vertreter aus den Schmetterlingsfamilien der Wickler, Miniermotten, Erebidae und Gespinst- und Knospenmotten. Weiterhin werden Kokons von Blattkäfern wie Oulema gallaeciana sowie die Kokons anderer Schlupfwespen, darunter die der Unterfamilie Campopleginae, parasitiert. Somit ist Itoplectis alternans ein fakultativer Hyperparasit. Die Art überwintert im Wirtskokon.

## Bilder

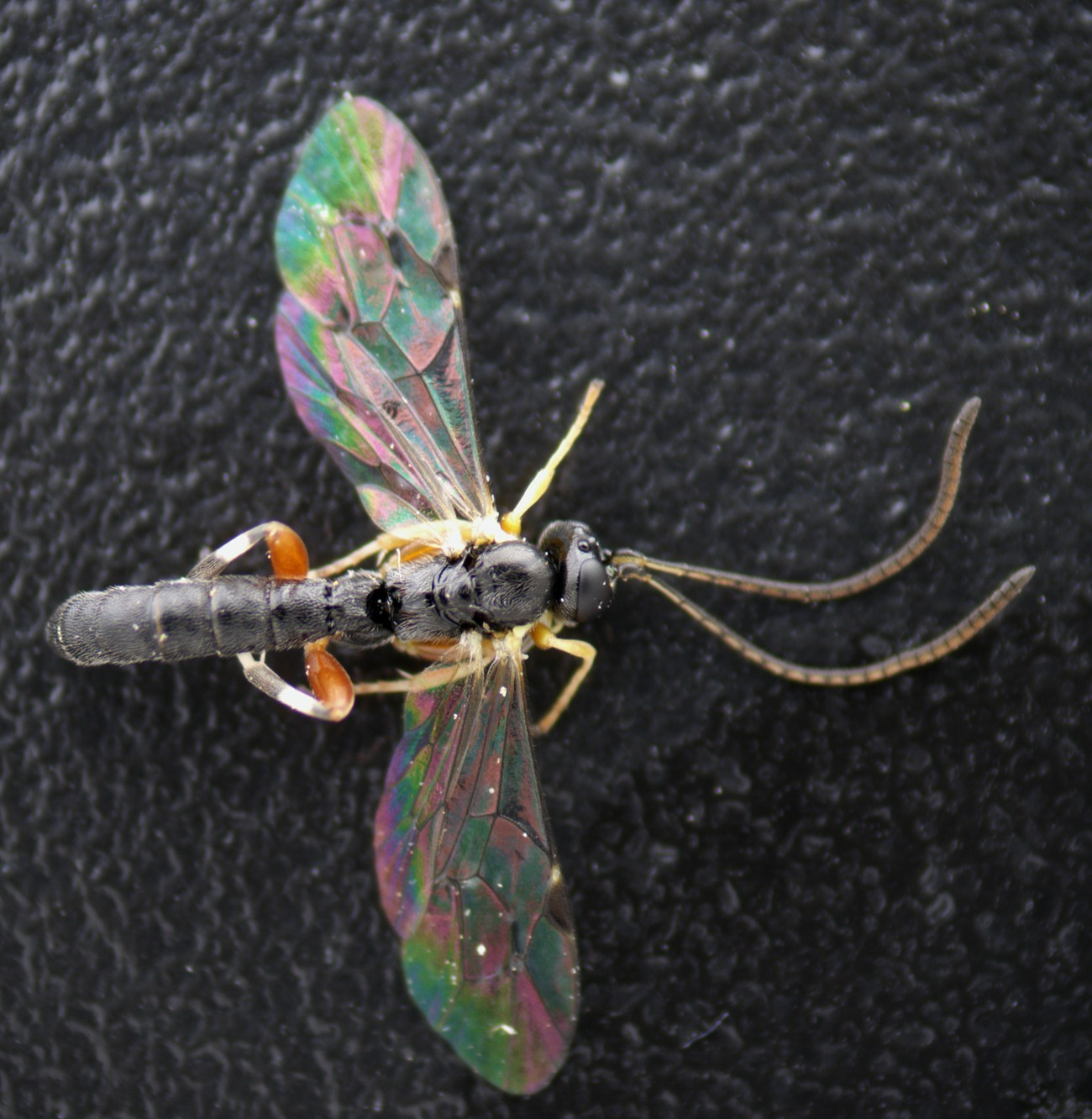
Dorsalansicht ♂
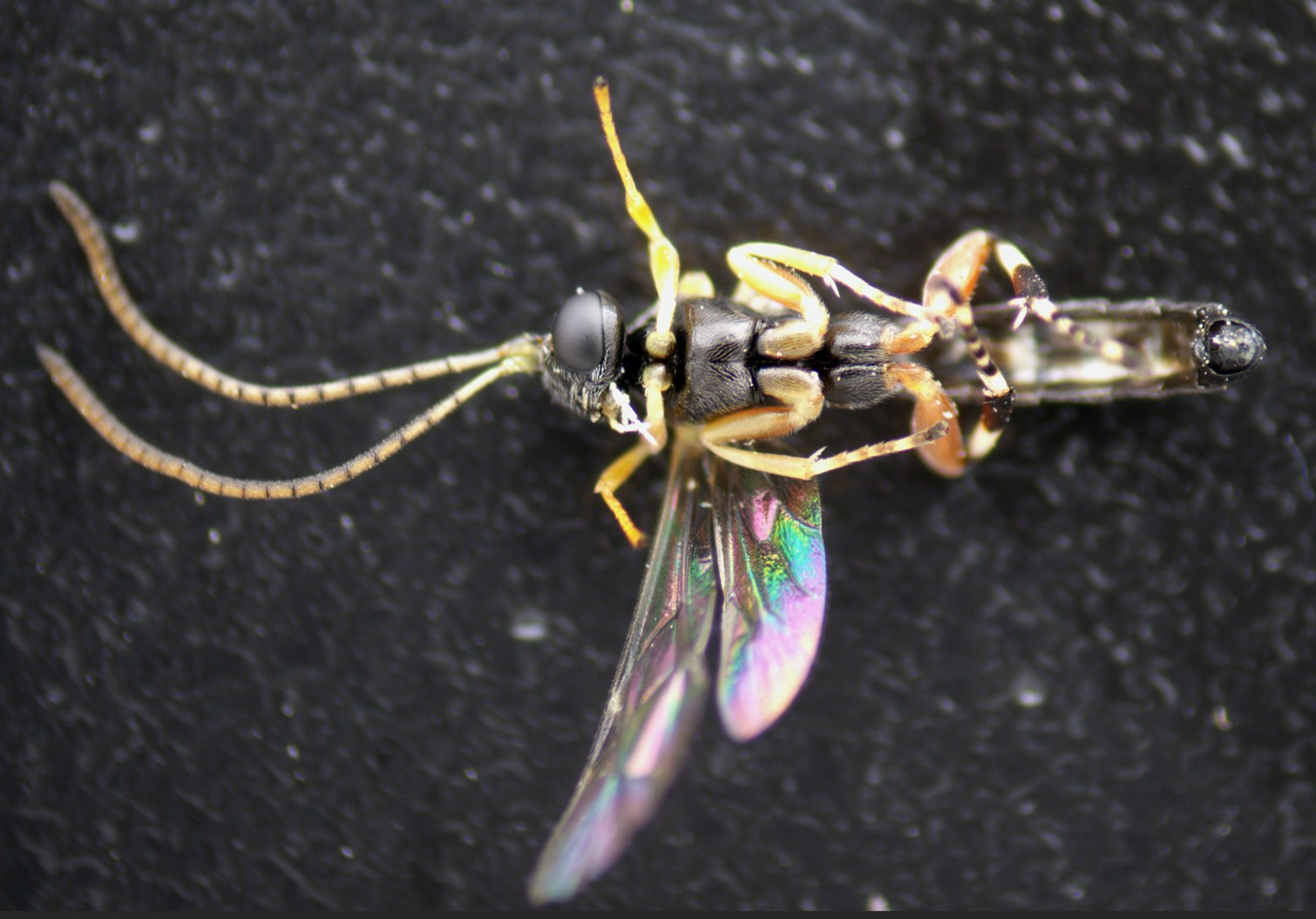
Ventralansicht ♂
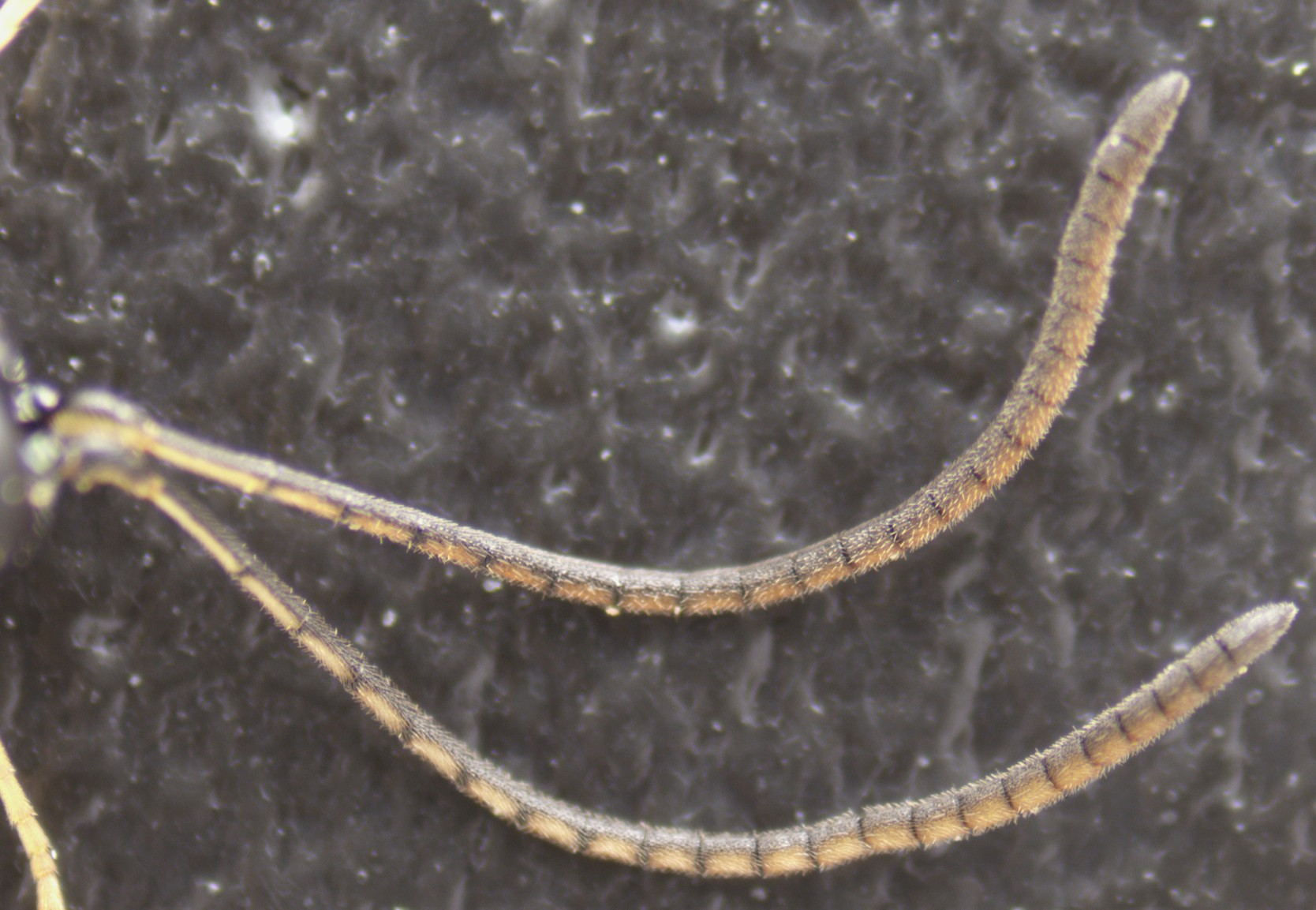
Fühler ♂
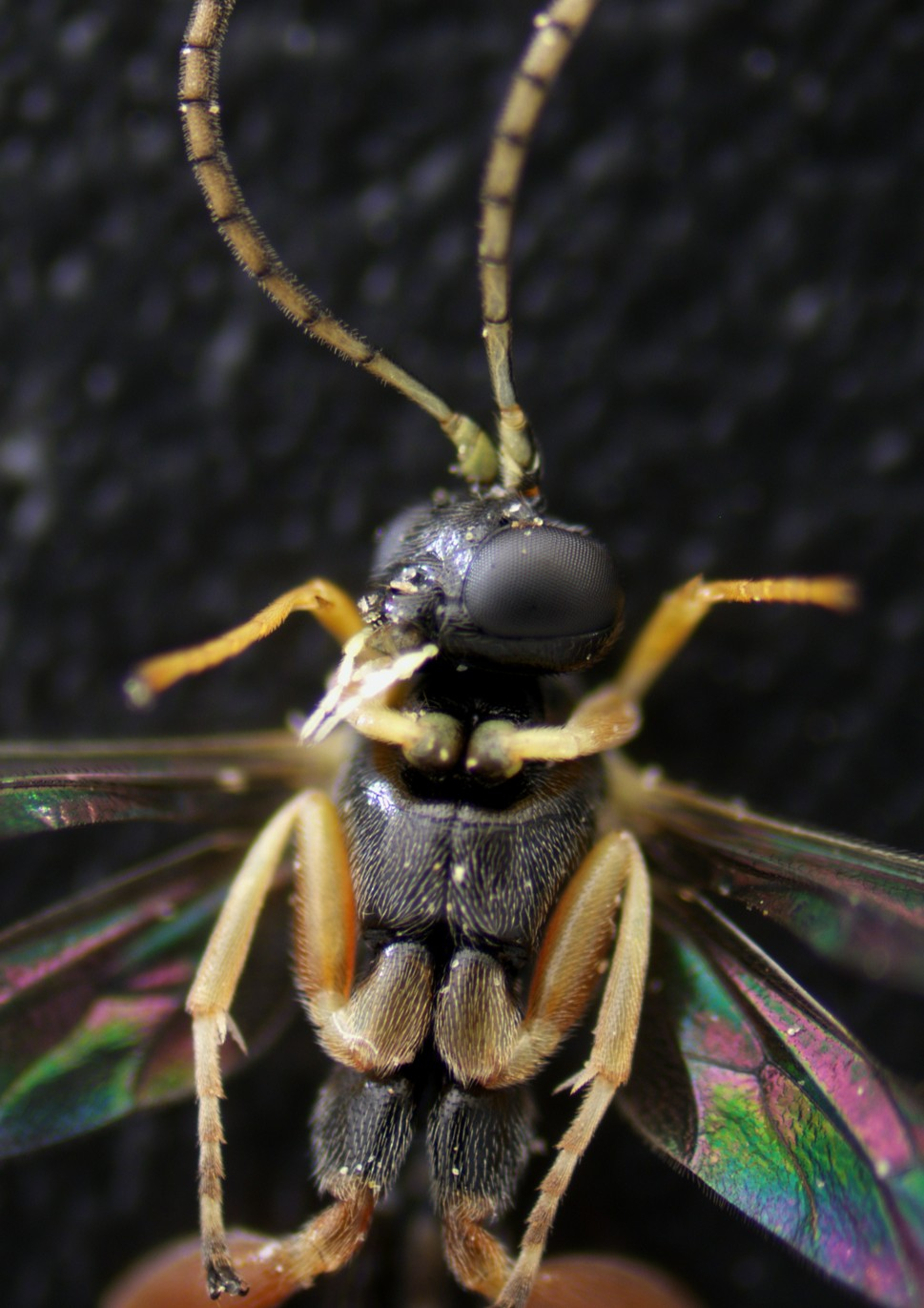
Ventralansicht ♂
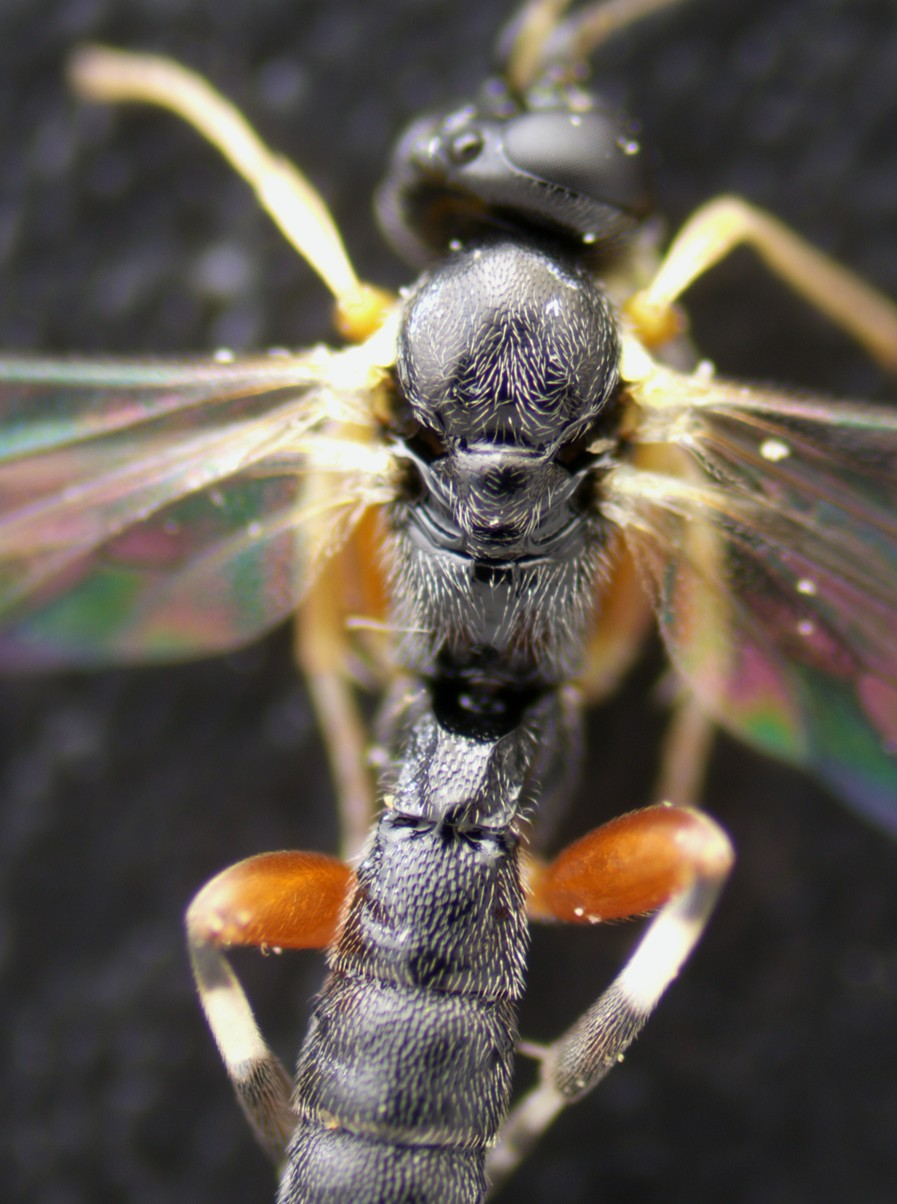
Dorsalansicht ♂
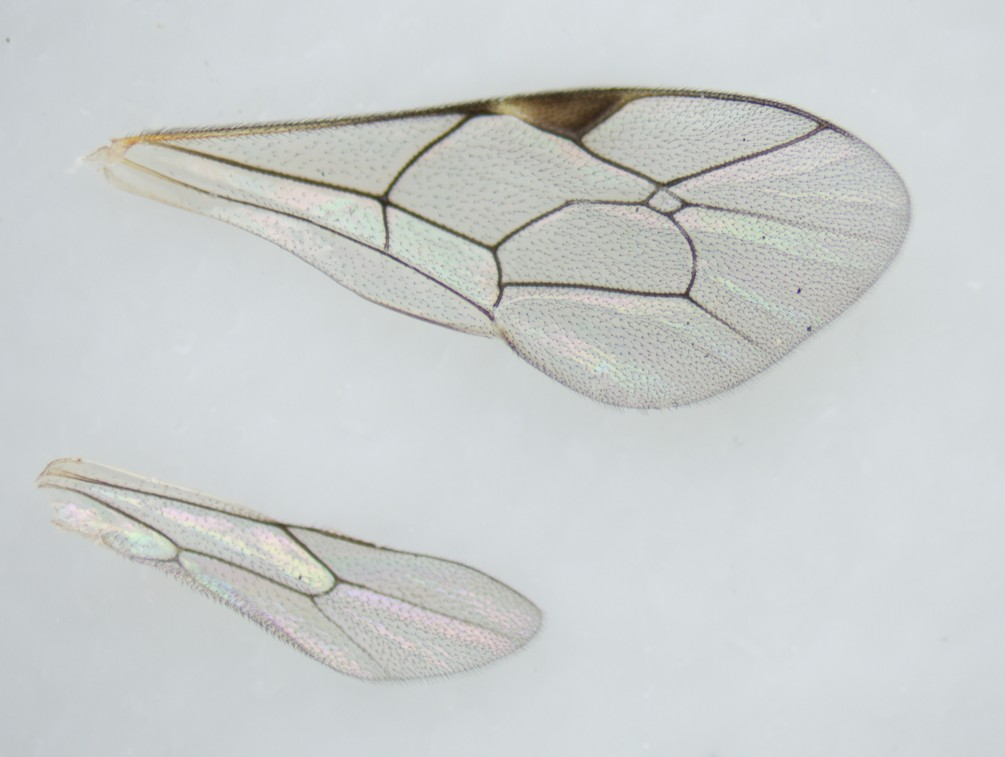
Flügel von Itoplectis alternans